# Fotballklubben Haugesund 2003
Questa voce raccoglie le informazioni riguardanti il Fotballklubben Haugesund nelle competizioni ufficiali della stagione 2003.

## Rosa
| N. |                     | Ruolo | Calciatore             |
| -- | ------------------- | ----- | ---------------------- |
| 1  | Norvegia (bandiera) | P     | Jan Kjell Larsen       |
| 2  | Norvegia (bandiera) | D     | Jostein Grindhaug      |
| 3  | Norvegia (bandiera) | A     | Dag Martin Tverborgvik |
| 4  | Norvegia (bandiera) | D     | Ronny Espedal          |
| 5  | Norvegia (bandiera) | D     | Arild Andersen         |
| 6  | Norvegia (bandiera) | D     | Trond Erik Bertelsen   |
| 7  | Norvegia (bandiera) | C     | Asle Andersen          |
| 8  | Norvegia (bandiera) | C     | Christian Grindheim    |
| 9  | Norvegia (bandiera) | A     | Espen Skogland         |
| 10 | Norvegia (bandiera) | A     | Rune Wiken             |
| 11 | Norvegia (bandiera) | C     | Tor Arne Andreassen    |

| N. |                     | Ruolo | Calciatore        |
| -- | ------------------- | ----- | ----------------- |
| 13 | Norvegia (bandiera) | C     | Jone Samuelsen    |
| 14 | Norvegia (bandiera) | A     | Kjetil Rødahl     |
| 15 | Norvegia (bandiera) | C     | Ørjan Birkeland   |
| 17 | Norvegia (bandiera) | D     | Simon Koch        |
| 18 | Norvegia (bandiera) | A     | Alfred Berge      |
| 20 | Canada (bandiera)   | A     | Milan Kojić       |
| 21 | Norvegia (bandiera) | D     | Odd Helge Bygnes  |
| 24 | Norvegia (bandiera) | P     | Ståle Svendsen    |
| ?  | Norvegia (bandiera) | P     | Harald Andreassen |
| ?  | Norvegia (bandiera) | D     | Ronny Warholm     |
| ?  | Norvegia (bandiera) | C     | Vegard Øverlie    |

## Risultati

### Campionato

#### Girone di andata
| Haugesund 13 aprile 2003, ore 18:00 CEST 1ª giornata | Haugesund        | 0 – 0 referto | Moss | Haugesund Stadion (2.012 spett.)\| Arbitro: \| Borgersen (Oslo) \| |
| Arbitro:                                             | Borgersen (Oslo) |               |      |                                                                    |

| Arbitro: | Pedersen |

|                                              |           |               |
| Theting 8’ Fredheim Holm 23’ Johannessen 70’ | Marcatori | 56’ Grindheim |

| Arbitro: | Edvartsen (Hamar) |

|                                     |           |                     |
| Hansen 24’ (rig.) Ringberg 80’, 90’ | Marcatori | 8’ Koch 12’ Espedal |

| Arbitro: | Jakobsen |

|                          |           |  |
| Koch 14’ Rødahl 89’, 90’ | Marcatori |  |

| Sandvika 11 maggio 2003, ore 18:00 CEST 5ª giornata | Bærum          | 0 – 0 referto | Haugesund | Sandvika Stadion (290 spett.)\| Arbitro: \| Sælen (Bergen) \| |
| Arbitro:                                            | Sælen (Bergen) |               |           |                                                               |

| Arbitro: | Kamben |

|                                            |           |                                   |
| Grindhaug 22’, 43’ Samuelsen 33’ Wiken 67’ | Marcatori | 10’, 19’ Olsen Karlsen 90’ Økland |

| Arbitro: | Helgerud (Lier) |

|                    |           |                         |
| Jalland 10’ (rig.) | Marcatori | 74’ Wiken 88’ Grindhaug |

| Arbitro: | Krokdal |

|                                     |           |             |
| Bygnes 50’ Grindhaug 69’ Rødahl 84’ | Marcatori | 46’ Granaas |

| Arbitro: | Alapnes |

|              |           |               |
| Kvalheim 20’ | Marcatori | 43’ Grindhaug |

| Arbitro: | Krokdal |

|                       |           |                           |
| Grindheim 1’ Koch 26’ | Marcatori | 22’ Johnsen 75’ Andersson |

| Arbitro: | Alapnes |

|                              |           |                                            |
| Sylte 10’ Televik 16’ (rig.) | Marcatori | 18’ Wiken 20’, 83’ Grindhaug 64’ Grindheim |

| Arbitro: | Sælen |

|                      |           |             |
| Kojić 19’ Bygnes 26’ | Marcatori | 38’ Risholt |

| Arbitro: | Jakobsen |

|  |           |               |
|  | Marcatori | 8’, 67’ Wiken |

| Arbitro: | Høgberg (Finstadjordet) |

|  |           |          |
|  | Marcatori | 4’ Olsen |

| Arbitro: | Alapnes |

|             |           |  |
| Zanetti 21’ | Marcatori |  |

#### Girone di ritorno
| Arbitro: | Sælen |

|                 |           |           |
| Sakariassen 15’ | Marcatori | 86’ Wiken |

| Arbitro: | Sælen |

|                                 |           |  |
| Ar. Andersen 75’ Andreassen 79’ | Marcatori |  |

| Arbitro: | Borgersen (Oslo) |

|           |           |                  |
| Wiken 45’ | Marcatori | 55’ Söderstjerna |

| Arbitro: | Gravdal |

|                            |           |                                        |
| Esjeholm 16’ Tollefsen 36’ | Marcatori | 48’ (rig.), 77’ As. Andersen 80’ Wiken |

| Arbitro: | Vik |

|                                    |           |                                                |
| Grindheim 27’ Grindhaug 63’ (rig.) | Marcatori | 19’ (rig.), 90’ (rig.) Kristoffersen 29’ Olsen |

| Arbitro: | Høgberg (Finstadjordet) |

|                            |           |                         |
| Koch 2’ (aut.), 82’ (aut.) | Marcatori | 5’ Andreassen 42’ Wiken |

| Haugesund 7 settembre 2003, ore 16:00 CEST 22ª giornata | Haugesund | 0 – 0 referto | Sandefjord | Haugesund Stadion (1.518 spett.)\| Arbitro: \| Sælen \| |
| Arbitro:                                                | Sælen     |               |            |                                                         |

| Arbitro: | Edvartsen (Hamar) |

|             |           |                         |
| Karlsen 77’ | Marcatori | 12’ Grindheim 47’ Wiken |

| Arbitro: | Helgerud (Lier) |

|                                   |           |                     |
| Wiken 28’ Kojić 82’ Grindheim 85’ | Marcatori | 9’, 90’ Hemminghytt |

| Arbitro: | Kamben |

|                                                  |           |            |
| Rebne 24’ Storbæk 45’ Johnsen 45’ Ingólfsson 54’ | Marcatori | 56’ Rødahl |

| Arbitro: | Sjetne |

|            |           |              |
| Rødahl 45’ | Marcatori | 90’ Skotheim |

| Arbitro: | Nordby |

|                       |           |                          |
| Idris 15’ Eriksen 58’ | Marcatori | 30’ Grindhaug 90’ Rødahl |

| Arbitro: | Gravdal |

|                                    |           |              |
| Wiken 20’ Rødahl 58’ Grindhaug 69’ | Marcatori | 86’ Sørensen |

| Arbitro: | Skjervold |

|                       |           |               |
| Birkeland 7’ Haug 32’ | Marcatori | 15’ Grindheim |

| Arbitro: | Gravdal |

|                                 |           |             |
| Skogland 9’, 74’ Andreassen 90’ | Marcatori | 75’ Saaliti |

### Coppa di Norvegia
| Stord 7 maggio 2003, ore 18:00 CEST Primo turno                                                         | Trott     | 0 – 6 referto                                                         | Haugesund | Stord Stadion (300 spett.) |
| \| \| \| \| \| \| Marcatori \| 13’, 82’ Grindhaug 17’ Wiken 47’ Kojić 57’ Ar. Andersen 59’ Grindheim \| |           |                                                                       |           |                            |
| |           |                                                                       |           |                            |
| | Marcatori | 13’, 82’ Grindhaug 17’ Wiken 47’ Kojić 57’ Ar. Andersen 59’ Grindheim |           |                            |

| Haugesund 13 maggio 2003, ore 19:00 CEST Secondo turno | Haugesund | 1 – 0 (d.t.s.) referto | Hovding | Haugesund Stadion (301 spett.) |
| \| \| \| \| \| Berge 111’ (rig.) \| Marcatori \| \|    |           |                        |         |                                |
|                                                        |           |                        |         |                                |
| Berge 111’ (rig.)                                      | Marcatori |                        |         |                                |

| Arbitro: | Sælen |

|                                       |           |                     |
| Kojić 8’ Rødahl 43’ Bygnes 55’ (rig.) | Marcatori | 12’, 89’ Andreasson |

| Arbitro: | Øvrebø (Oslo) |

|           |           |                         |
| Sanne 14’ | Marcatori | 27’ Wiken 75’ Grindheim |

| Arbitro: | Sandmoen |

|                      |           |                                         |
| Rødahl 49’ Wiken 63’ | Marcatori | 10’ Karadas 22’ F. Johnsen 35’ Storflor |